# سیارک ۴۷۳۰
سیارک ۴۷۳۰ (به انگلیسی: 4730 Xingmingzhou، نامگذاری:1980XZ) چهار هزار و هفتصد و سیمین سیارک کشف شده‌است که در ۷ دسامبر ۱۹۸۰ کشف شد.